# Ambulacraria
Clade
Classification phylogénétique
- Bilatériens
  - Orthonectides ?
  - Protostomiens
    - Chétognathes ?
    - Lophotrochozoaires
    - Ecdysozoaires

  - Deutérostomiens
    - Xénambulacraires
      - Xénoturbellides
      - Ambulacraires
        - Hémichordés
          - Entéropneustes
          - Ptérobranches

        - Échinodermes
          - Éleuthérozoaires
            - Astérozoaires
            - Cryptosyringides

          - Pelmatozoaires
            - Crinoïdés

    - Chordés

Les Ambulacraria (Ambulacraires en français) sont un clade (ou un super-embranchement) de métazoaires deutérostomiens regroupant les échinodermes et les hémichordés. Il admet pour groupe frère les Xenoturbella, avec lesquels ils forment le clade des Xenambulacraria.

## Historique
Le nom Ambulacraria a été proposé par Mitschnikoff en 1881 et Ambulacralia par Hatschek en 1888, du latin ambulacrum, « promenade », fr. ambulacre, adj. ambulacral, tentacule locomoteur des échinodermes. Le premier a été réintroduit par Kevin J. Peterson & Douglas J. Eernisse (2001), et le deuxième par Libbie Henrietta Hyman (1955) et repris ainsi par Jan Zrzavý et al. (1998) et est toujours utilisé en taxonomie par Cleveland P. Hickman Jr. en 2008.

## Classification
La classification proposée dans le présent article s'oppose à celle basée sur l'analyse phylogénétique (cladistique et bayésienne) des données classiques (morphologie, physiologie, chimie), où les hémichordés, surtout les entéropneustes, se rapprochent des chordés (Nielsen, 1995 ; Nielsen et al., 1996 ; Zrzavý et al., 1998 ; Glenner et al., 2004). Dans l'analyse bayésienne de 94 données classiques  par Glenner et al., (2004) les Cyrtotrètes (Entéropneustes + Chordés) sont à 80 en probabilité postérieure. Dans l'analyse cladistique des 276 données classiques de Zrzavy et al., (1998) par Giribet et al. (2000), ni les Ambulacraires ni les Cyrtotrètes n'apparaissent. Dans l'analyse combinée de Zrzavy et al., (1998) les Ambulacraires sont monophylétiques.     
On a pensé un temps que la stomochorde des hémichordés était homologue à la notochorde des chordés, mais des études postérieures ont révélé que ce n'était pas le cas[réf. incomplète]. Les synapomorphies qui uniraient les Cyrtotrètes sont les fentes pharyngées, le tube neural dorsal, et le squelette de collagène. Celles des Ambulacraires sont la similarité dans la forme larvaire et dans le complexe axial adulte.  

## Liste des sous-taxons
Selon Paleobiology Database (31 janvier 2014)[réf. incomplète] :
- Echinodermata
- Hemichordata